# Перебейнос, Владимир Дмитриевич
Влади́мир Дми́триевич Перебейнос (8 марта 1929 — 21 июля 1990) — общественный деятель, депутат Верховного Совета СССР 5-го и 6-го созывов по Донецкому (до 1961 Сталинскому) округу. Член Советского комитета защиты мира. Заслуженный сталевар мартеновского цеха Донецкого (Сталинского до 1961 года) металлургического завода.

## Биография
- 1930 жил в Сталино (ныне город Донецк) на Смолгоре (ныне Смолянка, Куйбышевский район), где его отец ещё до рождения сына работал шахтёром.
- 1943—1945 учился в ремесленном училище № 2 при Сталинском металлургическом заводе.
- 1946—1965 после окончания ремесленного училища № 2 при Сталинском металлургическом заводе работал подручным сталевара.
- 1948 года сталевар мартеновского цеха Сталинского (Донецкого) металлургического завода. В процессе работы стал опытным специалистом по высоколегированным сталям. Используя метод скоростной плавки, ежегодно выдавал со своей бригадой 500 тонн сверхплановой высококачественной стали.
- 1965 год — окончил вечерний техникум. Продолжил работу сталеваром мартеновского цеха на Сталинском (Донецком) металлургическом заводе

## Политическая деятельность
- Депутат Верховного Совета СССР 5-го и 6-го созывов по Донецкому (до 1961 Сталинскому) округу.
- Член Советского комитета защиты мира. Представитель ВС УССР и ВС СССР в международных делегациях.

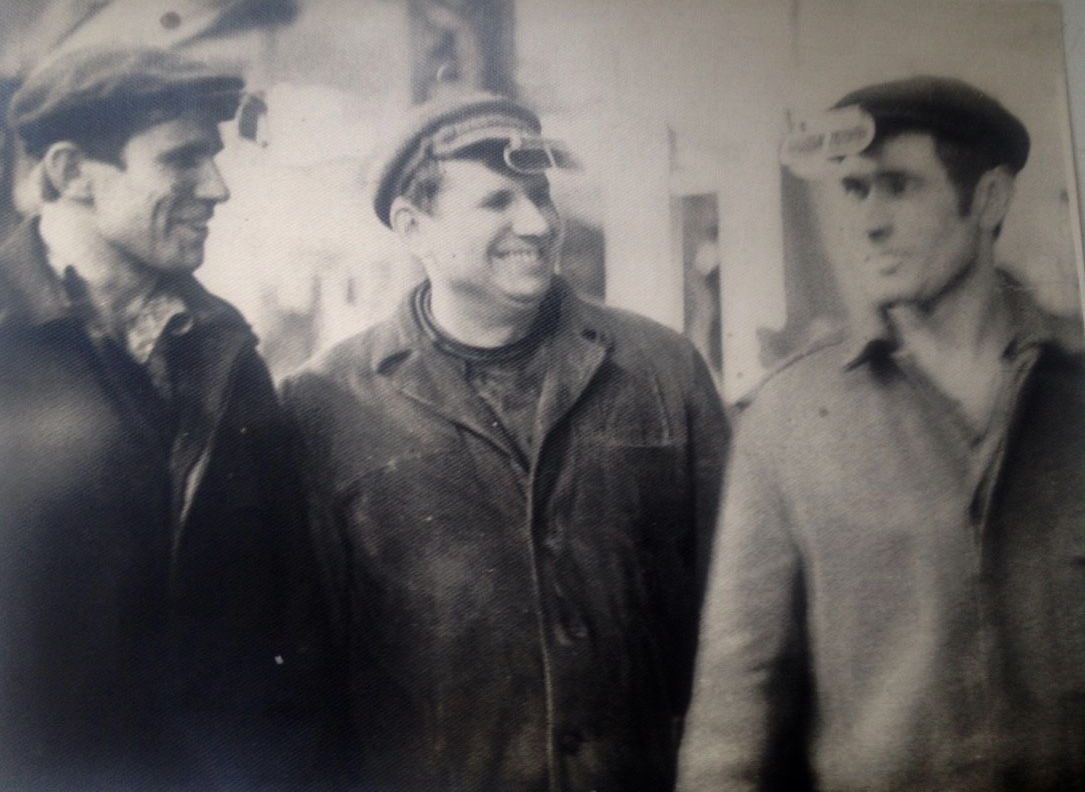
С коллегами по цеху

## Общественная деятельность
Член профсоюзного комитета СМЗ. Шефство над СШ № 45 г. Донецка. Членство в комитете при Сталинском (Донецком) металлургическом заводе по строительству жилых домов для сотрудников.
В составе международной делегации Президиума ВС УССР посетил Нигерию, Польшу, Китай. В Шанхае провел показательную скоростную плавку стали.

## Награды
- Почетная грамота МЧМ СССР (УССР) (за освоение выплавок новых марок стали)
- Почетная грамота МЧМ СССР (УССР) (за досрочное выполнение плана по выплавке стали)
- Орден "Знак Почёта" (за внедрение в производство новой технологии, высокие результаты в социалистическом соревновании по выполнению и перевыполнению плановых заданий и высокие производственные показатели)
- Медаль "За трудовое отличие" (за ударную работу, способствующую росту производительности труда и улучшению качества продукции и за успехи в социалистическом соревновании)
- Медаль "За трудовую доблесть" (за эффективное использование новой техники, освоение прогрессивной технологии, ценные изобретения и рационализаторские предложения)
- Благодарность МЧМ УССР (за активное участие в ликвидации аварии, вызванной пожаром ковша на Сталинском металлургическом заводе)

## Примечания

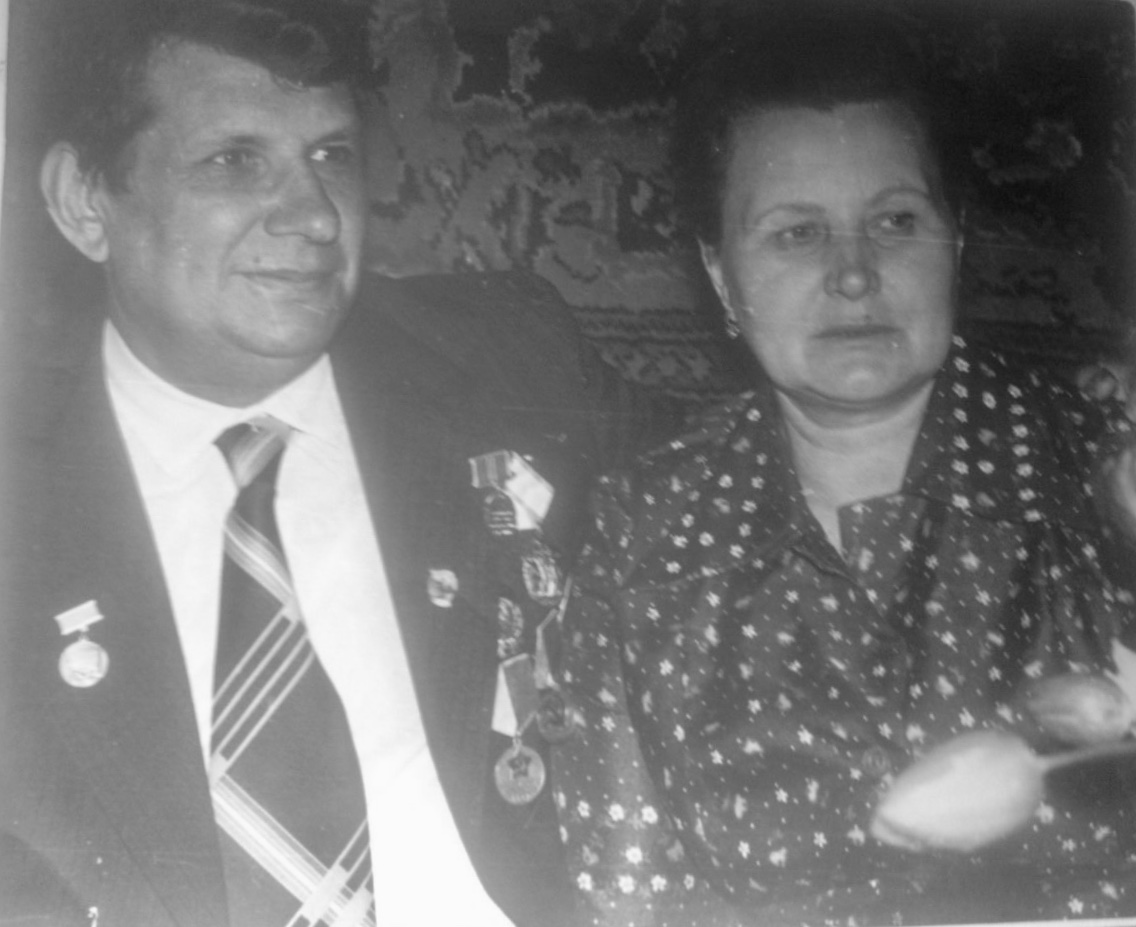
Владимир Дмитриевич с супругой Клавдией Константиновной